# Hiszpańskie misje w Arizonie

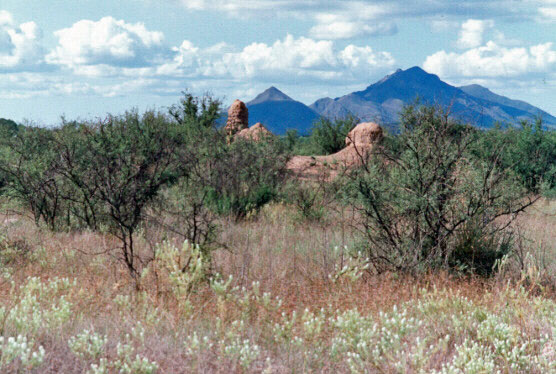
Ruiny kościoła misyjnego Archanioła Gabriela.

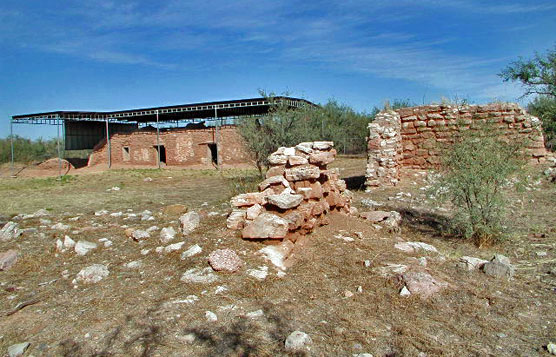
Ruiny kościoła misyjnego Św. Kajetana.

Hiszpańskie misje w Arizonie – począwszy od roku 1493 Królestwo Hiszpanii prowadziło misje na obszarze całej Nowej Hiszpanii (obszar współczesnego Meksyku i region południowych Stanów Zjednoczonych) w celu łatwiejszej kolonizacji tych ziem.

## Misje Ojca Eusebio Kino
Wiosną 1687 misjonarz, Ojciec Eusebio Kino z Towarzystwa Jezusowego mieszkał i pracował z rdzenną ludnością w Pimería Alta (lub Upper Pima Country), obszar pomiędzy stanami Sonora (Meksyk) i Arizona (USA). Ojciec Eusebio Kino podczas pobytu w Pimería Alta założył ponad dwadzieścia misji w ośmiu dystryktach. W Arizonie w przeciwieństwie do Meksyku, misje przebiegały powoli.

## Misje
Niektóre z misji na obszarze Nowej Hiszpanii. W nawiasach podana jest nazwa hiszpańska misji.
- Misja Matki Boskiej Bolesnej (Nuestra Señora de los Dolores)- rozpoczęła się 13 marca 1687. Pierwsza misja założona przez Ojca Kino i trwała do 1744 w celu chrystianizacji plemienia Pima. Na terenie Tumacácori National Historical Park znajduje się cmentarz.
- Misja Św. Józefa(San Cayetano de Tumacácori)- założona w 1961, do 1751 misji odbywała się pod patronatem św. Kajetana, trwała do 1840. Prowadzona była na obszarze Tumacácori National Historical Park.
- Misja Archanioła Gabriela (Los Santos Ángeles de Guevavi)- utworzona przez Ojca Kino w 1691 w pobliżu Tumacácori (Arizona).
- Misja Św. Piotra i Św. Pawła w Tubutama (San Pedro y San Pablo del Tubutama)- pierwsza misja założona przez Zakon Jezuitów w 1691 w pobliżu miasta Tubutama (Meksyk).
- Misja Św. Ksawerego (San Xavier del Bac)- rozpoczęła się w 1699, na południe od miasta Tucson, w celu chrystianizacji Indian Tohono O’odham.
- Misja Św. Augustyna (San Agustîn lub San Cosme y Damian de Tucson)- założona przez Ojca Garcés w 1770.
- Misja Św. Kajetana (San Cayetano de Calabazas)- założona w listopadzie 1756 przez Ojca Francisco Pauer.
- Misja Niepokalanego Poczęcia Najświętszej Maryi Panny (Puerto de Purísima Concepción)- założona w październiku 1780 przez Ojca Francisco Garcés w pobliżu miasta Yuma.
- Misja Św. Piotra iŚw. Pawław  Bicuñer (San Pedro y San Pablo de Bicuñer)- założona w styczniu 1781 przez Ojca Francisco Garcés w pobliżu miasta Yuma, w celu chrystianizacji Indian Quechan